# Verbandsliga 1920-1921
L'edizione 1920-21 della Verbandsliga vide la vittoria finale del Norimberga.
Capocannoniere del torneo fu Luitpold Popp (Norimberga), con 5 reti.

## Partecipanti
| Squadra                    | qualificata come                                                          |
| Stettiner SC               | In rappresentanza del Baltischen Rasensport-Verbandes                     |
| Vereinigte Breslauer Spfr. | Campione del Südostdeutschen Fußballverbandes                             |
| Vorwärts 90 Berlino        | Campione del Verbandes Brandenburger Ballspielvereine                     |
| Hallescher FC Wacker       | Campione del Verbandes Mitteldeutscher Ballspielvereine                   |
| Amburgo                    | Campione del Norddeutschen Fußballverbandes                               |
| Duisburger SpV             | Campione del Westdeutschen Spielverbandes                                 |
| Norimberga                 | Campione del Verbandes Süddeutscher Fußballvereine e detentore del titolo |

## Fase finale

### Quarti di finale
| Duisburger SpV | 2 – 1 dts | Amburgo |

| Vereinigte Breslauer Spfr. | 2 – 2 | Hallescher FC Wacker |

| Stettiner SC | 1 – 2 | Vorwärts 90 Berlino |

1. FC Norimberga direttamente alle semifinali

### Semifinali
| Hallescher FC Wacker | 1 – 5 | Norimberga |

| Vorwärts 90 Berlino | 2 – 1 dts | Duisburger SpV |

### Finale
| Norimberga | 5 – 0 | Vorwärts 90 Berlino |

## Verdetti
- 1. FC Norimberga campione della Repubblica di Weimar 1920-21.